# Cryptopygus antarcticus
Cryptopygus antarcticus (лат.) — вид коллембол из семейства Isotomidae (Anurophorinae). Антарктика (включая Антарктический полуостров Антарктиды, Южные Оркнейские острова, Южные Шетландские острова, острова Херд и Маккуори) и Австралия.

## Описание
Длина 0,3—2 мм (350—1990 мкм), вес несколько микрограмм. Обитает между мхами и лишайниками, где питается детритом. Исследования на острове Сигню (Южные Оркнейские острова) показали, что Cryptopygus antarcticus играет важную роль в качестве консументов водорослей. Плотность популяций достигает 5000 особей на м². Жизненный цикл длится 3—7 лет. Среди основных веществ многокомпонентной криозащитной системы этого вида — трегалоза, маннитол, глицерол. Температура холодовой комы у особей C. antarcticus имеет среднее значение минус −8,3 °C (у обитающего в тех же местах и условиях вида Parisotoma octooculata −4,8 °C). Выделяют несколько подвидов, включая отдалённые географически Cryptopygus antarcticus antarcticus (три популяции с Антарктического полуострова) и Cryptopygus antarcticus maximus (острова Кергелен и Маккуори). В 1982 году была изображена на марке Фолклендских островов.